# Hyrtios spinifer
Hyrtios spinifer är en svampdjursart som först beskrevs av Polejaeff 1884.  Hyrtios spinifer ingår i släktet Hyrtios och familjen Thorectidae.
Artens utbredningsområde är Vanuatu. Inga underarter finns listade i Catalogue of Life.